# Власов, Виктор Георгиевич
Ви́ктор Гео́ргиевич Вла́сов (род. 23 января 1947, Ленинград, СССР) — советский и российский художник-график и теоретик искусства. Доктор искусствоведения, профессор.

## Биография
Родился в 1947 году в Ленинграде. Родители: Власов Георгий Георгиевич (1911—1994) — инженер-изобретатель, Власова Лидия Григорьевна (1921—2000) — библиотекарь.
Учился живописи и рисунку в студиях Г. Я. Длугача, М. А. Канеева, В. И. Суворова. В 1962—1965 годах в художественной школе № 190.
В 1970 году окончил с отличием факультет декоративно-прикладного искусства Ленинградского высшего художественно-промышленного училища имени В. И. Мухиной. Ученик П. И. Пуко, С. И. Осипова, К. М. Митрофанова, В. С. Васильковского, В. Ф. Маркова, Ф. С. Энтелиса, Е. Н. Лазарева. В ЛВХПУ имени В. И. Мухиной разработал оригинальную программу курса рисунка для специальностей художественно-промышленного вуза, следуя концепции профессора С. А. Петрова, созданной на основе «теории двух установок зрения» Д. Н. Кардовского и Н. Э. Радлова. Окончил аспирантуру, в 1989 году в МВХПУ защитил диссертацию на соискание учёной степени кандидата искусствоведения по теме «Исследование взаимосвязи рисунка и композиции в художественной керамике и стекле». 

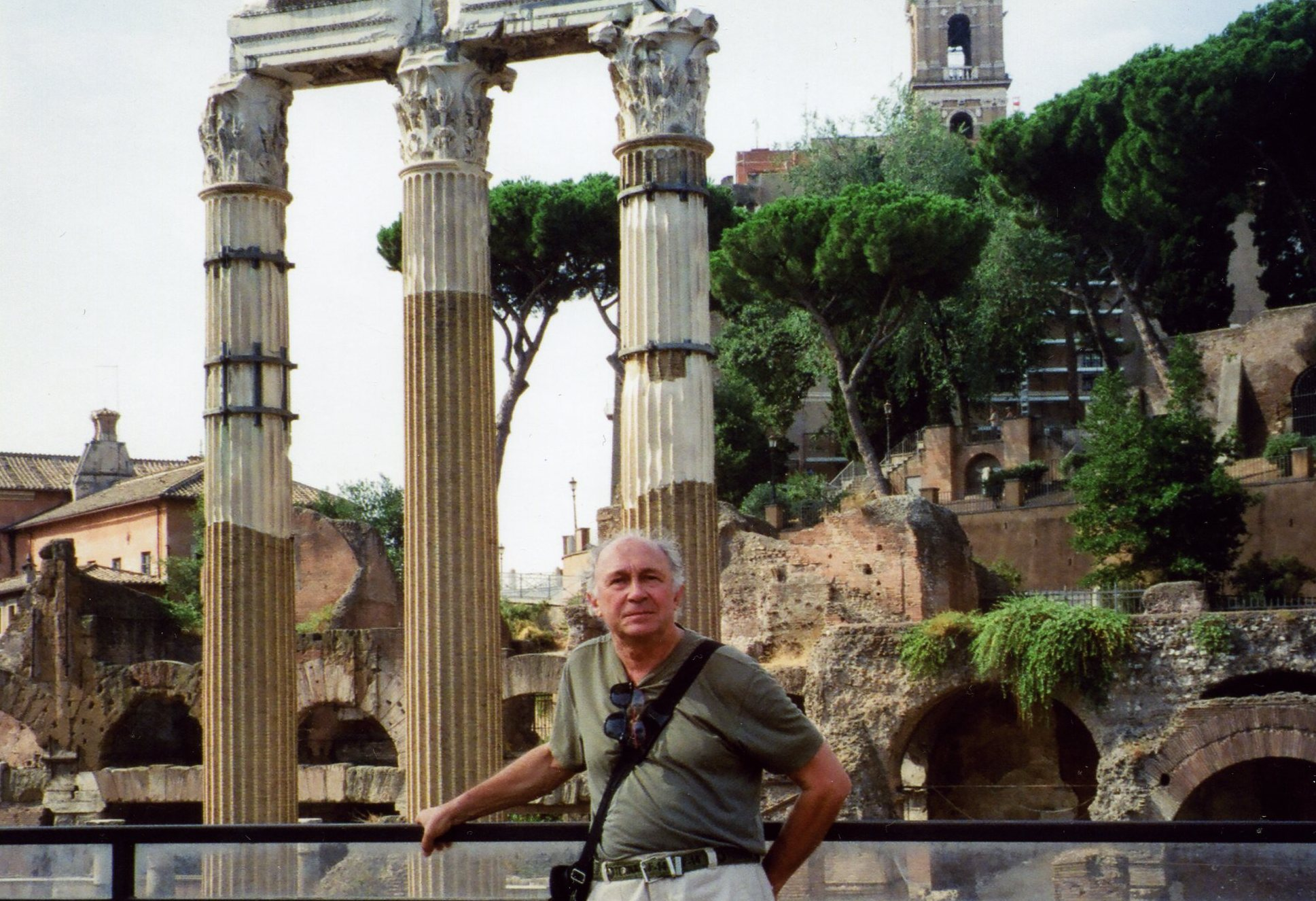
Власов В. Г. Форум Цезаря. Рим. 2008

С 1972 года Власов преподавал в разных вузах Санкт-Петербурга рисунок, живопись, графику, теорию и практику композиции в изобразительном и декоративно-прикладном искусстве, историю и теорию архитектуры, историю и теорию декоративно-прикладного искусства и дизайна, теорию художественных стилей.
В 1972—1990 годах работал на кафедре рисунка ЛВХПУ имени В. И. Мухиной.
В 1992—2002 годах — на кафедре искусствоведения и методики преподавания изобразительного искусства РГПУ им. А. И. Герцена. Разработал и внедрил оригинальную программу преподавания истории и теории декоративно-прикладного искусства.
В 1999—2003 годах в Санкт-Петербургском государственном университете культуры и искусств.

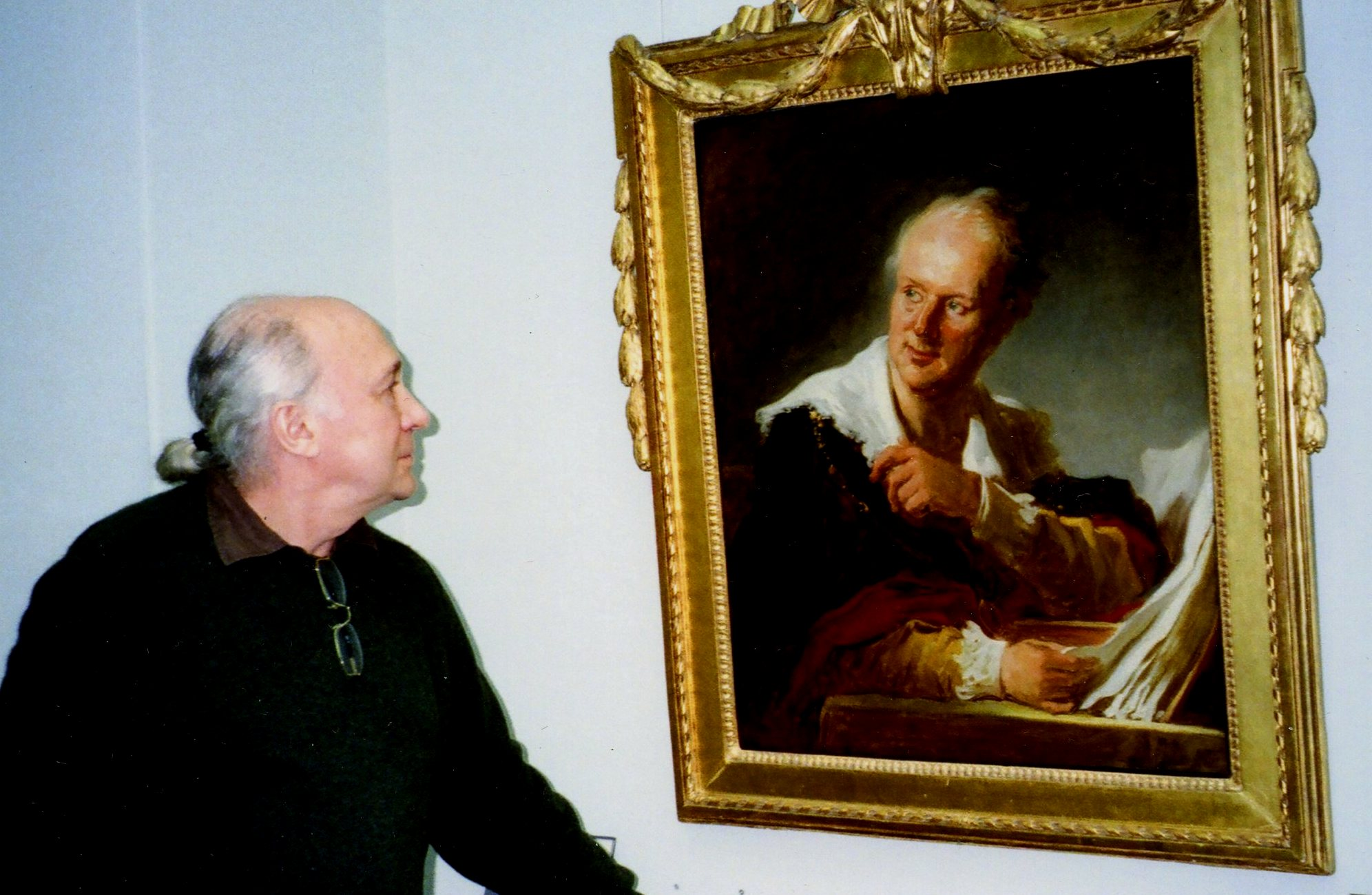
В. Г. Власов (2010 год) рядом с портретом Дени Дидро работы Жана-Оноре Фрагонара (1769) в Лувре

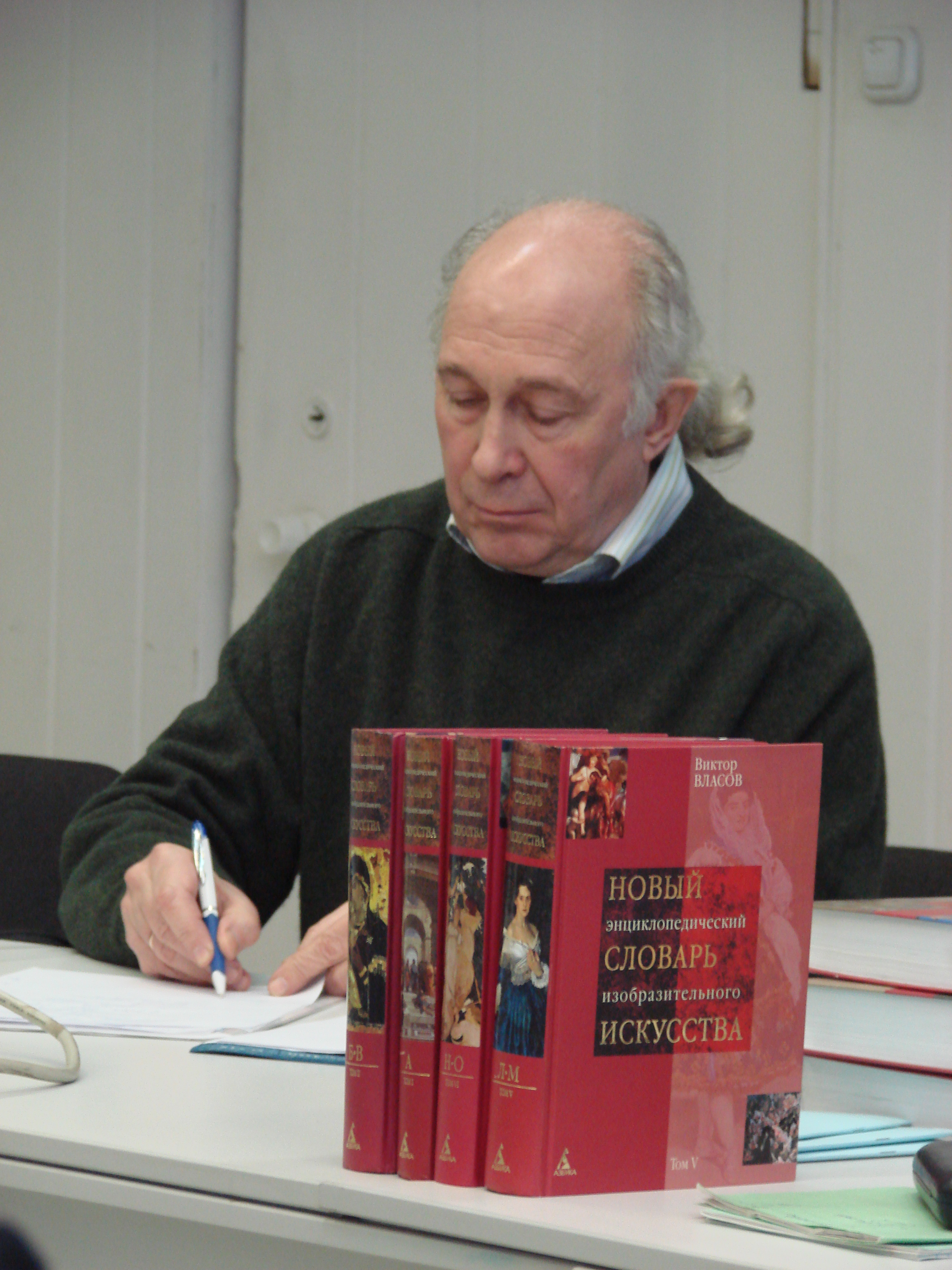
В. Г. Власов. На защите диссертации. 2009

В 2003—2013 годах доцент кафедры истории русского искусства Санкт-Петербургского государственного университета.
В 2009 году в Санкт-Петербургском государственном университете технологии и дизайна защитил диссертацию на соискание учёной степени доктора искусствоведения по теме «Теоретико-методологические концепции искусства и терминология дизайна». Научный консультант — доктор искусствоведения, профессор Э. М. Глинтерник.
В 2011—2014 годах профессор кафедры истории и теории дизайна и медиакоммуникаций Санкт-Петербургского государственного университета технологии и дизайна, ведущий научный сотрудник лаборатории технической эстетики, дизайна и рекламы.
Заместитель председателя Диссертационного совета Д 212.232.55 по специальности 17.00.09 — теория и история искусства. Член нескольких диссертационных и экспертных советов. Руководитель аспирантской образовательной программы СПбГУ по специальности 17.00.09 — теория и история искусства.
В 2014 г. избран профессором Института истории Санкт-Петербургского государственного университета.
Член Союза художников России и Международной ассоциации искусствоведов. Участник многих семинаров, конференций и творческих практикумов. Член Учёного совета (2004—2014) и научной комиссии (2009—2017) исторического факультета СПбГУ. Участник Федеральной целевой программы «Культура России 2012—2018 годы».
В 2018—2020 годах работал в Риме и Милане. Область научных интересов: методология искусствознания, история и теория архитектуры, памятники раннехристианского искусства на территории Италии, теория формообразования и композиции в изобразительном искусстве и дизайне.
Власов первым в отечественном искусствознании создал авторский энциклопедический словарь изобразительного искусства (в 10 томах). В этом словаре предмет искусства понимается много шире, чем принято в академической традиции. Термины философии, эстетики, всеобщей истории, истории и теории искусства разных эпох, видов и жанров трактуются не только этимологически, но и в широком культурологическом контексте: через имена мифологических персонажей и исторических лиц, литературные сюжеты, описания, цитаты, аллюзии. Власов сопоставляет в одной статье исторические сведения, суждения современников, мнения писателей, поэтов, философов. Высказывает собственные объяснения. Свою методологию автор называет параискусствознанием и трансморфологическим подходом.
Автор более 100 научных и научно-методических работ.

## Семья
Жена — Лукина Наталия Юрьевна, библиограф, многопрофильный редактор-переводчик. Имеет опыт работы с научной, художественной и научно-популярной литературой, владеет итальянским языком. Ведущий редактор и руководитель проекта «Новый энциклопедический словарь изобразительного искусства». Автор публикаций в газетах и научных журналах на темы современного искусства. Соавтор словаря терминов «Авангардизм. Модернизм. Постмодернизм».

## Художественное творчество
Работал в Графическом комбинате ХФ РСФСР в области графического дизайна и эстампа. Участвовал во многих художественных выставках, в том числе персональных, в Париже, Лондоне, Манчестере. Живописные и графические произведения В. Г. Власова находятся в российских и зарубежных музеях, галереях и частных собраниях.

## Научные труды

### Энциклопедии и словари
- Власов В. Г. Иллюстрированный художественный словарь. — СПб. : АО «ИКАР», 1993. — 272 с.
- Власов В. Г. Стили в искусстве: Словарь в 3-х тт. — СПб.: Кольна. — 1995—1997
- Власов В. Г. Большой энциклопедический словарь изобразительного искусства: в 4-х тт.—СПб.: Лита. — 2000—2001.
- Власов В. Г. Архитектура: Словарь терминов. — М. : Дрофа, 2003. — 191 с.
- Власов В. Г. Византийское и древнерусское искусство: Словарь терминов. — М.: Дрофа, 2003. — 221 с.
- Власов В. Г. Новый энциклопедический словарь изобразительного искусства: В 10 т. — СПб.: Азбука-классика, 2004—2010.— 712,8 печ.л.
- Власов В. Г., Лукина Н. Ю. Авангардизм. Модернизм. Постмодернизм : Терминологический словарь. — СПб.: Азбука-классика, 2005. — 320 с.

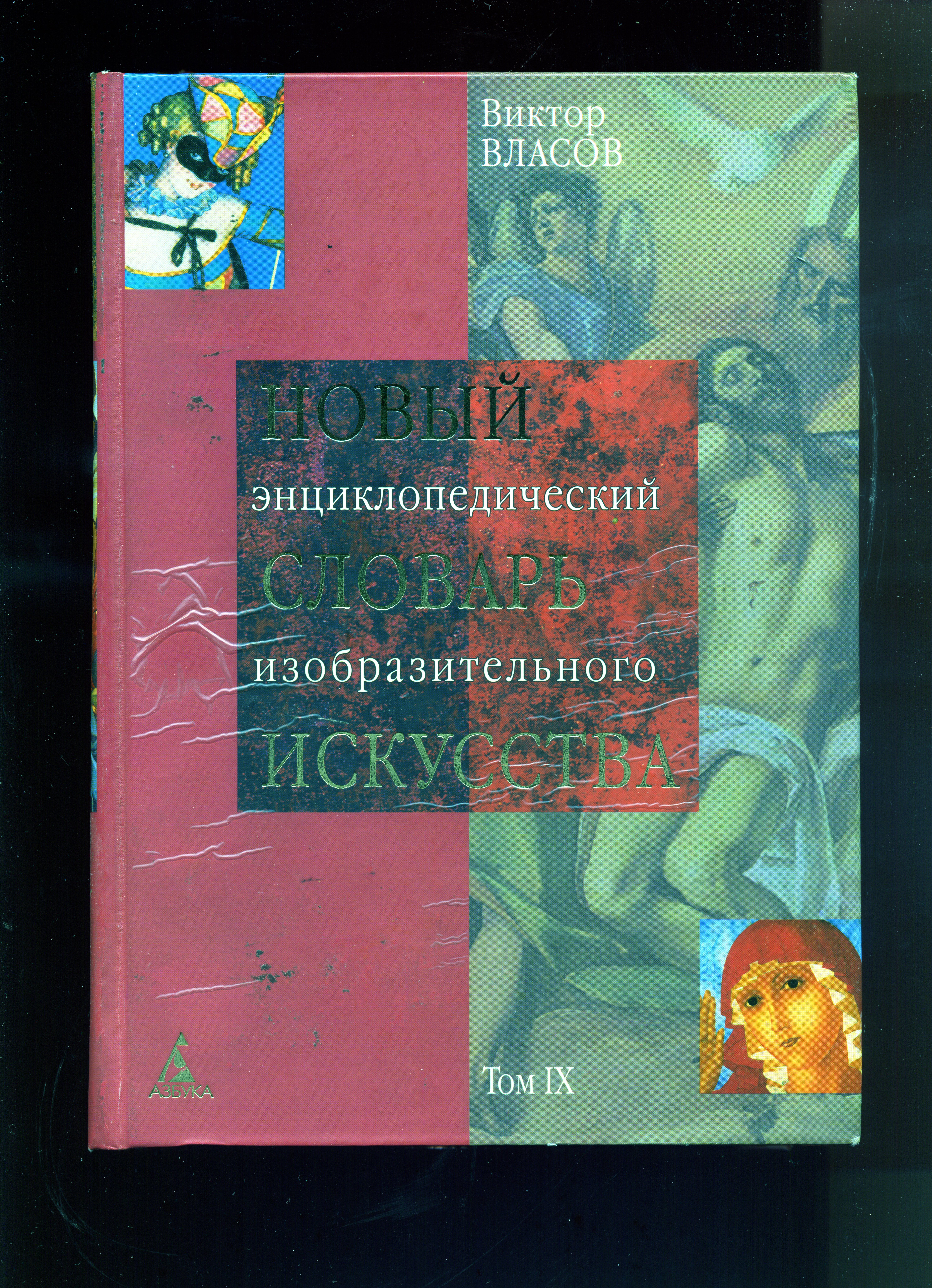

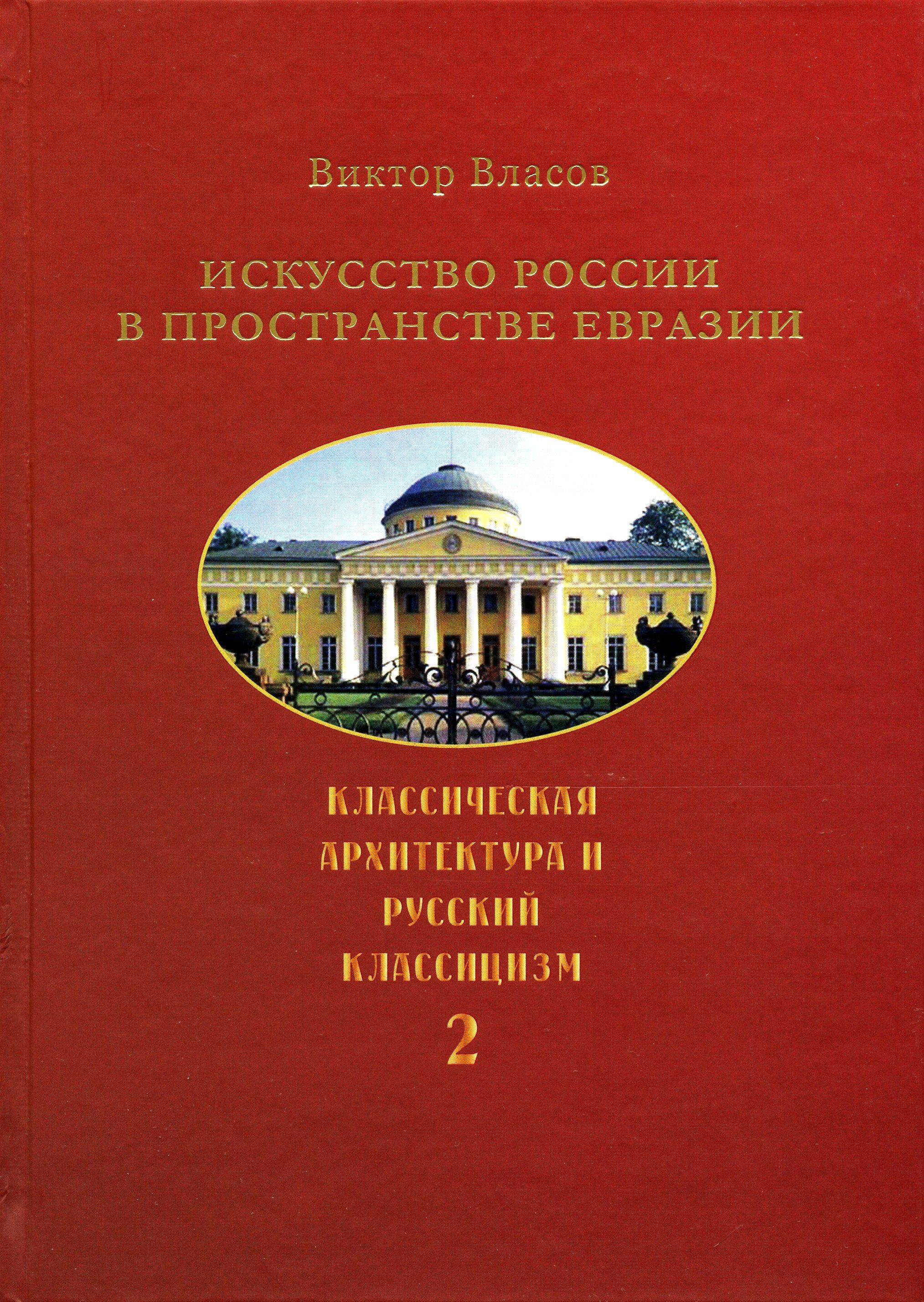

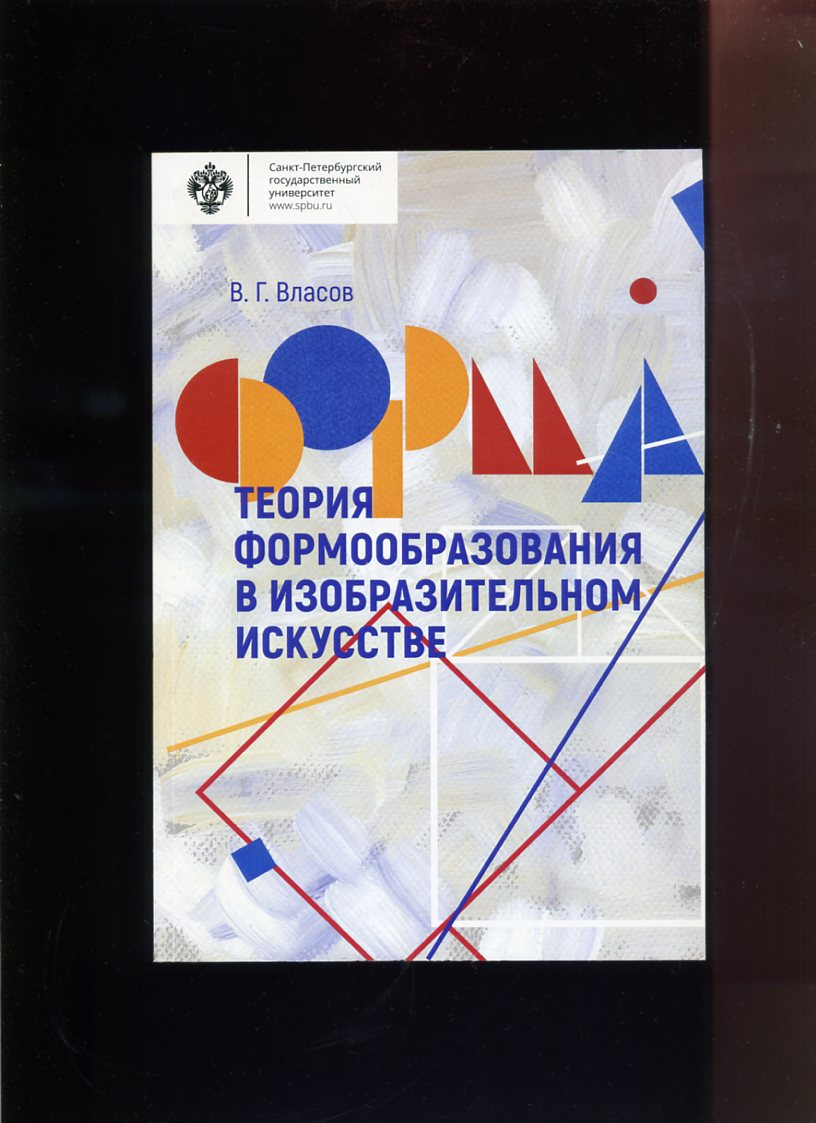

### Монографии
- Власов В. Г. Теоретико-методологические концепции искусства и терминология дизайна : Автореферат дис. доктора искусствоведения : 17.00.06 / Власов Виктор Георгиевич; Место защиты: С.-Петерб. гос. университет технологии и дизайна. — Санкт-Петербург, 2009. — 50 с.
- Власов В. Г. Архитектура «петровского барокко»: Эпоха, стиль, мастера. — СПб. : Белое и Чёрное, 1996. — 158 с: ил
- Власов В. Г. Идеи христианства в искусстве Востока и Запада (опыт сравнительной иконографии)(электронный ресурс, 2009)
- Власов В. Г. Русское искусство: Евразийская концепция истории (электронный ресурс, 2009)
- Власов В. Г. Итальянизмы в архитектуре России. План монографии (электронный ресурс, 2010)
- Власов В. Г. Теоретико-методологические концепции искусства и терминология дизайна. — Hamburg: Lambert Academic Publishing, 2011.— 399 с: ил.
- Vlasov V. G. Theoretical conceptions of art and design. — Hamburg: Lambert Academic Publishing, 2011.— 399 с: ил.
- Власов В. Г. Искусство России в пространстве Евразии. Т. 1. Идея и образ в искусстве Древней Руси. — СПб.: Дмитрий Буланин, 2012. — 416 с: ил + вкл
- Власов В. Г. Искусство России в пространстве Евразии. Т. 2. Классическая архитектура и русский классицизм. — СПб.: Дмитрий Буланин, 2012. — 360 с: ил + вкл
- Власов В. Г. Искусство России в пространстве Евразии. Т. 3. Классическое искусствознание и «русский мир». — СПб.: Дмитрий Буланин, 2012. — 381 с: ил + вкл

### Учебники и учебные пособия
- Власов В. Г. Методологические основы изучения истории искусства. Учебно-методическое пособие. — СПбГУ, 2011.— 189 с.
- Власов В. Г. Классическое искусство: Понятие, теория, типология. Учебно-методическое пособие. — СПбГУ, 2011.— 160 с.
- Власов В. Г. Основы теории и истории декоративно-прикладного искусства. Учебно-методическое пособие. — СПбГУ, 2012.— 156 с.
- Власов В. Г. Архитектура. Классика и современность. Учебно-методическое пособие. — СПбГУ, 2014.— 232 с.
- Власов В. Г. Теория формообразования в изобразительном искусстве. Учебник для вузов. — СПб.: Изд-во С-Петерб. университета, 2017. 264 с. ISBN 978-5-288

### Методические разработки
- Власов В. Г. Программа курса рисунка для специальностей художественно-промышленного вуза. — Л. : ЛВХПУ им. В. И. Мухиной, 1975. — 28 с.
- Власов В. Г. Методические рекомендации к учебным заданиям по курсу графики. — Л. : ЛВХПУ им. В. И. Мухиной, 1983. — 35 с.
- Власов В. Г. Программа преподавания художественных дисциплин в структуре Международного колледжа искусства реставрации «ICAR». — Л. : СП «Икар», 1991. — 51 с.
- Власов В. Г. Декоративно-прикладное искусство : Программа курса. — СПб.: Образование, 1996. — 12 с.
- Власов В. Г. Композиция в изобразительном и декоративно-прикладном искусстве : Программа курса. — СПб. : Образование, 1997. — 6 с.
- Власов В. Г. Основы композиции декоративно-прикладного искусства. — СПб. : Образование, 1997. — 79 с.
- Власов В. Г. Основы теории и истории декоративно-прикладного искусства и дизайна: Программа курса. — СПбГУ, 2009.
- Власов В. Г. Классическое искусство: Понятие, история, типология: Программа курса. — СПбГУ, 2010.
- Власов В. Г. Теория формообразования в изобразительном искусстве: Программа курса. — СПбГУ, 2010.
- Власов В. Г. Русское декоративно-прикладное искусство XVIII—XIX веков: Программа курса. — СПбГУ, 2010.
- Власов В. Г. Междисциплинарные подходы в современной истории и теории искусства: Программа курса. — СПбГУТД, 2012.
- Власов В. Г. Актуальные проблемы методологии истории искусства: Программа курса. — СПбГУТД, 2012.
- Власов В. Г. Теория композиции и формообразования в архитектонических искусствах: Программа курса. — СПбГУТД, 2012.
- Власов В. Г. Научные методы изучения искусства: Программа курса. — СПбГУТД, 2012.
- Власов В. Г. Академическая живопись: Программа курса. — СПбГУТД, 2012.
- Власов В. Г. История и методология дизайн-проектирования: Программа курса. — СПбГУТД, 2013.
- Власов В. Г. Дизайн-архитектура XX—XXI веков: Программа спецкурса. — СПбГУ, 2014.
- Власов В. Г. Актуальные проблемы изучения русского декоративно-прикладного искусства и истории отечественного дизайна: Программа спецкурса. — СПбГУ, 2014.
- Власов В. Г. Проблемы изучения композиции в русской архитектуре XVIII—XIX веков: Программа курса. — СПбГУ, 2014.
- Власов В. Г. Проблема стиля в искусстве старых мастеров: Программа спецкурса. — СПбГУ, 2014.
- Власов В. Г. История дизайна: Программа спецкурса. — СПбГУ, 2014.

### Участие в научных проектах
- Теоретические и методологические проблемы изучения генезиса искусства Нового и Новейшего времени в контексте исторических связей; Россия между Востоком и Западом. Научный проект, СПбГУ, 2011-2013.
- Традиционное и современное искусство в России и Западном мире в контексте общеевропейских интеграционных процессов. Темплан НИР, СПбГУ, 2012-2014.

### Статьи
- Власов В. Г. Практическое значение системного подхода к рисунку в художественном проектировании. — Л.: ЛДНТП, 1977. — С.12-14.
- Власов В. Г. Рисунок в деятельности художника декоративно-прикладного искусства // Промышленное и декоративно-прикладное искусство в художественном вузе. — Л.: ЛВХПУ, 1983. — С.8-12.
- Власов В. Г. Роль графики как учебного предмета в процессе подготовки художника-прикладника. — М.: Информкультура, 1983.
- Власов В. Г. Рисование с натуры как средство композиционного процесса художника-прикладника. — М.: Информкультура, 1985.
- Власов В. Г. О взаимосвязи академического и композиционного рисования в процессе подготовки художника декоративно-прикладного искусства // Декоративное и прикладное искусство. — М.: МВХПУ, 1985. — Вып. 2 — С.15-17.
- Власов В. Г. Из истории энциклопедического изучения изобразительного искусства // Вестник Вятского государственного гуманитарного университета. — 2009. — № 7.
- Власов В. Г. О границах предмета и метода традиционного декоративно-прикладного искусства. — Интернет журнал «Культура и общество» (ГЛОБЭКС). — М.: МГУК, 2009.
- Власов В. Г. О системном подходе к терминологии в художественном, эстетическом и техническом формообразовании. — Интернет журнал «Культура и общество» (ГЛОБЭКС). — М. : МГУК, 2009. — № 4.
- Власов В. Г. О связях и различиях методики системного подхода и междисциплинарных исследований в искусствознании // Известия высших учебных заведений. Проблемы полиграфии и издательского дела. — М. : МГУП, 2009.
- Власов В. Г. Теория прогрессивного циклического развития искусства в российском искусствознании. Истоки её формирования и перспективы // Известия высших учебных заведений. Проблемы полиграфии и издательского дела. — М. : МГУП, 2009.
- Власов В. Г. Фаворский и ВХУТЕМАС // Пространство культуры. — М. : «Дом Бурганова» — 2009. — № 2. — С. 170—181.
- Власов В. Г. Теория «двух установок зрения» и методика преподавания искусства. // Пространство культуры. — М. : «Дом Бурганова» — 2009. — № 3. — С. 65— 76.
- Власов В. Г. Стиль как искусствоведческая категория. — СПб.: Вестник СПГУТД, 2009. — № 1 (16).- С.84 — 88.
- Власов В. Г. Трансморфологический подход и место дизайна среди традиционных видов искусства. — СПб.: Вестник СПГУТД, 2009. — № 3 (18). — С.83 — 87.
- Власов В. Г. Проблема композиции в отечественном искусствознании XX века // Известия высших учебных заведений. Проблемы полиграфии и издательского дела. — М. : МГУП, 2009.
- Власов В. Г. К определению понятия «декоративность» в различных видах изобразительного искусства. // Электронный научный журнал «Архитектон: известия вузов». УралГАХА, 2009. — № 2 (26).
- Власов В. Г. Русская школа декоративно-прикладного искусства как один из источников современного дизайнерского образования. // Электронный научный журнал «Архитектон: известия вузов». — УралГАХА, 2009. — № 2 (26).
- Власов В. Г. Концепция «третьего пути» и российское искусствознание. // Электронный научный журнал «Архитектон: известия вузов». — УралГАХА, 2012. — № 1 (37).
- Власов В. Г. Параискусствознание и исторический процесс. // Электронный научный журнал «Архитектон: известия вузов». — УралГАХА, 2012. — № 1 (37).
- Власов В. Г. Архитектурная композиция: опыт типологического моделирования // Электронный научный журнал «Архитектон: известия вузов». — УралГАХА, 2012. — № 3 (39).
- Власов В. Г. Теория архитектонической формы и проблемы дизайна городской среды. // Материалы всероссийской научной конференции «Город — территория дизайна. Проектная культура, проблемы мифологии и типологии среды». — М. : МГХПА им. С. Г. Строганова — 2013. — С. 15 — 19.
- Власов В. Г. Дизайн-архитектура и XXI век // Электронный научный журнал «Архитектон: известия вузов». — УралГАХА, 2013. — № 1 (41).
- Власов В. Г. Ничтожность архитектурной теории постмодернизма // Электронный научный журнал «Архитектон: известия вузов». — УралГАХА, 2013. — № 2 (42).
- Власов В. Г. Архитектоническая форма в изобразительном искусстве, архитектуре и дизайне: единство методологии, типологии и терминологии // Электронный научный журнал «Архитектон: известия вузов». — УралГАХА, 2013. — № 3 (43).
- Власов В. Г. Блог и полилог в современном искусствознании // Электронный научный журнал «Архитектон: известия вузов». — УралГАХА, 2013. — № 4 (44).
- Власов В. Г. Матрица клипов для преподавания истории и теории искусства // Электронный научный журнал «Архитектон: известия вузов». — УралГАХА, 2014. — № 1 (45).
- Vlasov V. G. Italianisms as Artistic Tropes in Architecture of Saint Petersburg // «Art and Literature Scientific and Analytical Journal TEXTS». — Bruxelles, 2014. — № 1.— P.67—78.
- Vlasov V. G. «Novorussky Style» in Russian Church Architecture XX—XXI Centuries // «International Conference on Social Sciences and Arts (SGEM)». — Albena Resort, Bulgaria., 2014.
- Власов В. Г. Апории Зенона и антиномии искусствознания // Общество. Среда. Развитие (Terra Humana). Научно-теоретический журнал, 2014. — № 3.— С. 52—55.
- Власов В. Г. Историзм архитектуры и триада Витрувия как метафора дизайн-проектирования // Электронный научный журнал «Архитектон: известия вузов». — УралГАХА, 2014. — № 2 (46).
- Власов В. Г. Форма как интенция. Онтологический, феноменологический и семиологический аспекты архитектурной композиции // Электронный научный журнал «Архитектон: известия вузов». — УралГАХА, 2014. — № 3 (47).
- Власов В. Г. Романтическая константа в истории культуры и внестилевая романтическая архитектура // Электронный научный журнал «Архитектон: известия вузов». —УралГАХА, 2014. — № 4 (48).
- Власов В. Г. Новые подходы к изучению методики архитектурно-дизайнерского проектирования // Теория искусства, традиционная культура и творческий процесс. Материалы Международной научной конференции — М. : МГХПА им. С. Г. Строганова — 2015. — С. 235—239.
- Власов В. Г. Маятник Чижевского, или Как история убивает гениев. Добавления к теории прогрессивного циклического развития искусства Ф. И. Шмита // Электронный научный журнал «Архитектон: известия вузов». —УралГАХА, 2015. — № 1 (49).
- Власов В. Г. Понятия гармонии, красоты и архитектонической формы в имплицитной эстетике  // Электронный научный журнал «Архитектон: известия вузов». — УралГАХА, 2015. — № 2 (50).
- Vlasov V. G. Implicit Aesthetics, Relief Principle and the Theory of Formbuilding in Architectonic-Visual Arts. — International Research Journal XXXIX. Issue 5 (36), 2015. Part 3. P. 102—105.
- Vlasov V. G. Metaphorical understanding of the order and Neorenaissance style in the architecture of St. Petersburg of the XIX century // «International Conference on Social Sciences and Arts (SGEM)». — Albena Resort, Bulgaria., 2015.Book 4. pp. 9–16.
- Власов В. Г., Лукина Н. Ю. Русская архитектура в контексте классической типологии художественных стилей  // Общество. Среда. Развитие (Terra Humana). Научно-теоретический журнал, 2015. — № 3.— С.117—122.
- Власов В. Г. Теория хаоса, аритмология и методы кластерного анализа в современном искусствознании  // Электронный научный журнал «Архитектон: известия вузов». — УралГАХА, 2015. — № 3 (51).
- Власов В. Г. Эстетика пустоты в новейшей архитектуре и дизайне (философский аспект)  // Электронный научный журнал «Архитектон: известия вузов». — УралГАХУ, 2015. — № 4 (52).
- Власов В. Г. Дизайн-архитектура и общество в XXI веке // Материалы VII научной конференции «Время дизайна» Х Международной биеннале "Модулор-2015. — Санкт-Петербург, 2016.
- Власов В. Г. Постренессансное искусство как диссипативная система  // Актуальные проблемы теории и истории искусства. Сборник научных статей VI Международной конференции. 2015. Москва-Санкт-Петербург. — СПб., 2016. — С. 733—740.
- Власов В. Г. Архитектура — застывшая музыка или движущаяся мелодия? (спасёт гравитация, а не крещендо)  // Электронный научный журнал «Архитектон: известия вузов». — УралГАХУ, 2016. — № 1 (53).
- Власов В. Г. Натурализм поп-арта и образность поп-дизайна  // Электронный научный журнал «Архитектон: известия вузов». — УралГАХУ, 2016. — № 2 (54).
- Власов В. Г. Имплицитная эстетика, границы дилетантизма и деградация критики  // Электронный научный журнал «Архитектон: известия вузов». — УралГАХУ, 2016. — № 3 (55).
- Власов В. Г. Тектоника и диссимметрия архитектурной композиции  // Электронный научный журнал «Архитектон: известия вузов». — УралГАХУ, 2016. — № 4 (56).
- Власов В. Г. Теория двух установок зрения и педагогическая деятельность художника С. А. Петрова // Актуальные проблемы теории и истории искусства — 2016: Тезисы докладов VII Международной конференции. — СПб.: Издательство Санкт-Петербургского университета, 2016. ISBN 978-5-288-05691-8. — С. 336—337.
- Власов В. Г. Ордер и ординация в архитектуре: От Марка Витрувия Поллиона до Мишеля Фуко  // Электронный научный журнал «Архитектон: известия вузов». — УралГАХУ, 2017. — № 1 (57).
- Власов В. Г. Конец бифункциональности. Исчезающие вещи и новая морфология искусства  // Электронный научный журнал «Архитектон: известия вузов». — УралГАХУ, 2017. — № 2 (58).
- Vlasov V. G. Traditions of Russian Religious Philosophy, «Universal Organizing Science» by A. A. Bogdanov and the Theory of Formbuilding in the Architectonic-Figurative Arts. // «International Conference on Social Sciences and Arts (SGEM)». — Albena Resort, Bulgaria., 2017.Book 4. pp. 37–42.
- Власов В. Г. Реминисценция как мнемоника архитектуры  // Электронный научный журнал «Архитектон: известия вузов». — УралГАХУ, 2017. — № 3 (59).
- Власов В. Г. Искусствознание против искусства. Изображение и интермедиальная реалистика  // Электронный научный журнал «Архитектон: известия вузов». — УралГАХУ, 2017. — № 4 (60).
- Власов В. Г. Пондерация, «чашно-купольный мир» и современная дизайн-графика  // Электронный научный журнал «Архитектон: известия вузов». — УралГАХУ, 2017. — № 4 (60).
- Власов В. Г. Архитектура как изобразительное искусство. Теория открытой формы, принцип партиципации и синоптический подход в искусствознании  // Электронный научный журнал «Архитектон: известия вузов». — УралГАХУ, 2018. — № 1 (61).
- Власов В. Г. Архитектонический кинематограф: пространство и время восприятия архитектуры  // Электронный научный журнал «Архитектон: известия вузов». — УралГАХУ, 2018. — № 2 (62).
- Власов В. Г. Итальянизмы в архитектуре Санкт-Петербурга: Историческая трансляция образов античности и ренессанса  // Электронный научный журнал «Архитектон: известия вузов». — УралГАХУ, 2018. — № 2 (62).
- Власов В. Г. Полистилизм, элективный метод и классификация композиций архитектуры русского классицизма  // Электронный научный журнал «Архитектон: известия вузов». — УралГАХУ, 2018. — № 3 (63).
- Власов В. Г. Триада «историзм, стилизация, эклектика», и постмилленизм в истории и теории искусства  // Электронный научный журнал «Архитектон: известия вузов». — УралГАХУ, 2018. — № 3 (63).
- Власов В. Г. Именования и архетипы в архитектуре: тема стены и проема  // Электронный научный журнал «Архитектон: известия вузов». — УралГАХУ, 2018. — № 4 (64).
- Власов В. Г. Обращаемое пространство в изобразительном искусстве и проективном мышлении  // Электронный научный журнал «Архитектон: известия вузов». — УралГАХУ, 2019. — № 1 (65).
- Власов В. Г. Мгновение и длительность: Художественное время и пространство в архитектонически-изобразительных искусствах. К проблеме «синтеза искусств»  // Электронный научный журнал «Архитектон: известия вузов». — УралГАХУ, 2019. — № 2 (66).
- Власов В. Г., Лукина Н. Ю.  Станцы 1, станцы 2, 3, 4… Из разговоров филолога с искусствоведом  // Электронный научный журнал «Культура культуры». — 2019. — № 2.
- Власов В. Г., Лукина Н. Ю.  Станцы 5, 6, 7, 8… Из разговоров филолога с искусствоведом  // Электронный научный журнал «Культура культуры». — 2019. — № 3.
- Власов В. Г., Лукина Н. Ю.  Новые станцы. Дискуссия филолога и искусствоведа: Симптоматика гениальности  // Электронный научный журнал «Культура культуры». — 2019. — № 4.
- Власов В. Г. Объект, предмет, вещь: Симулякры предметного творчества и беспредметного искусства. Исследование соотношения понятий. Часть 1: Оригинал и репродукция  // Электронный научный журнал «Архитектон: известия вузов». — УралГАХУ, 2019. — № 3 (67).
- Власов В. Г. Объект, предмет, вещь: Симулякры предметного творчества и беспредметного искусства. Исследование соотношения понятий. Часть 2: Вещный мир и его проекция в дизайне  // Электронный научный журнал «Архитектон: известия вузов». — УралГАХУ, 2019. — № 4 (68).
- Власов В. Г. Экфразы в архитектуре  // Электронный научный журнал «Архитектон: известия вузов». — УралГАХУ, 2020. — № 1 (69).
- Власов В. Г. Пантеон и пантеоны. Умножение наименований: культурно-исторические и мнемонические аспекты изучения памятников классической архитектуры  // Электронный научный журнал «Архитектон: известия вузов». — УралГАХУ, 2020. — № 2 (70).
- Власов В. Г. Аритмия колоннад архитектуры римского барокко  // Электронный научный журнал «Архитектон: известия вузов». — УралГАХУ, 2020. — № 3 (71).